# Свиблово (район Москвы)
Сви́блово — район в Северо-Восточном административном округе Москвы; его территория вошла в состав Москвы в 1960 году. Составляет одноимённый муниципальный округ, статус района получил 5 июля 1995 года. К территории района относятся 3,5 км русла Яузы и 80 га прибрежных земель.

## Этимология
Название села Свиблово происходит от прозвища московского боярина и воеводы Фёдора Андреевича Свибло. «Свиблый» или «швиблый» в древнерусском языке означало «шепелявый», «косноязычный». Фёдор Свибло принадлежал к старинному роду, идущему ещё от богатыря Ратмира, и являлся одним из ближайших сподвижников великого князя Дмитрия Донского.

## Территория и границы

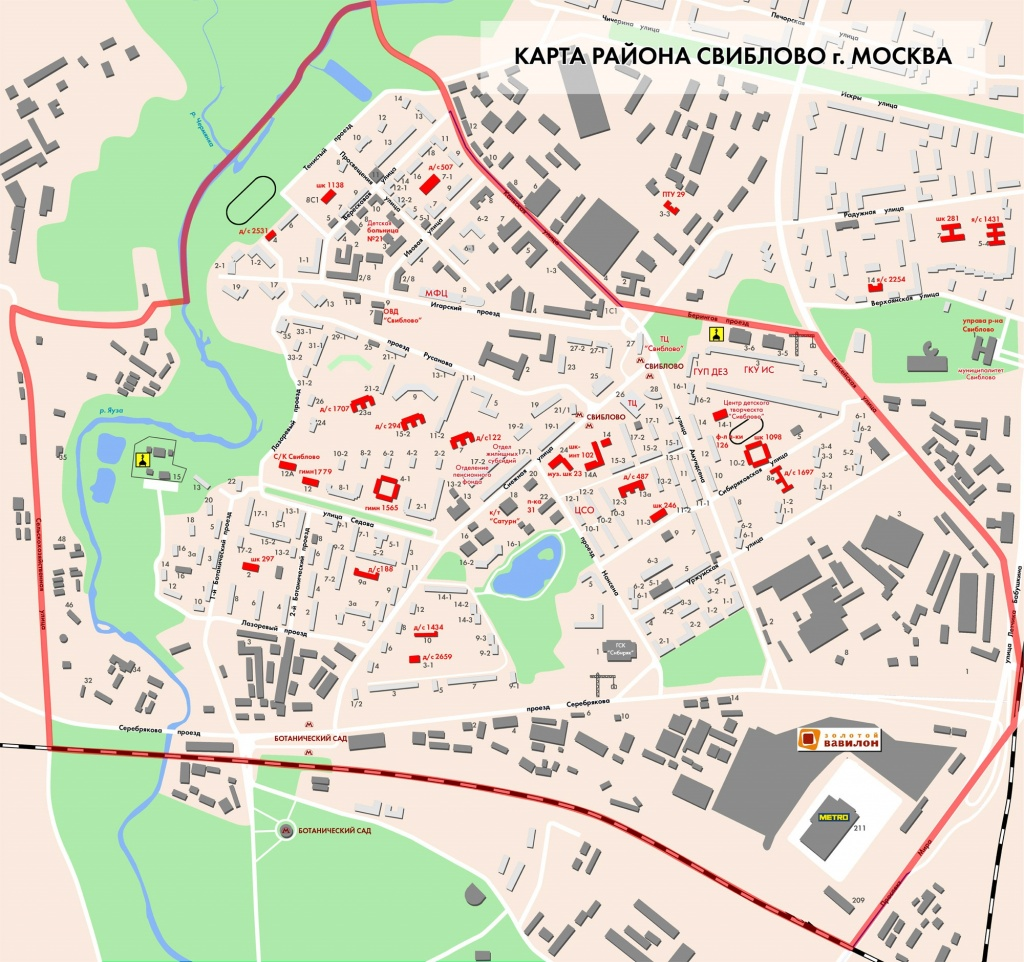
Карта района Свиблово на 2018 год

Свиблово граничит с районами Южное Медведково и Бабушкинским на севере, Останкинским и Отрадное — на западе, Ростокино — на юге, Ярославским — на востоке.
Граница района проходит по осям Сельскохозяйственной улицы, проезда с улицей Декабристов, реки Яуза, улицы Кольской, Берингова проезда, улицы Енисейской, Ярославского направления МЖД, проезда Серебрякова, Малого кольца МЖД до Сельскохозяйственной улицы.

## История

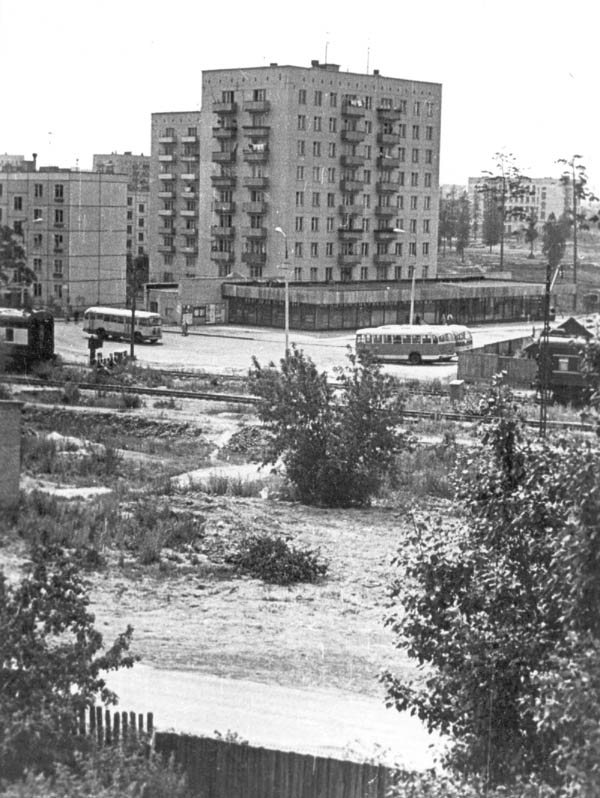
Проезд Русанова в советские годы

Кинотеатр «Сатурн», 1969

Первое упоминание о подмосковном селе на Яузе, принадлежавшем Фёдору Свибло, относится к 1406 году. Тогда оно называлось Тимофеевское, название Свиблово закрепилось позднее.
На картах 1850 года село носило название Свирлово. Судя по всему, это был рабочий поселок, так как неподалёку от этого места располагались крупные суконная и бумажная фабрики. В 1930-х годах в северной части современного Свиблова был основан городок Института пути ЦНИИС. Тогда район входил в состав города Бабушкина.
В годы Великой Отечественной войны в городке Института пути были установлены противотанковые «ежи», которые сыграли важную роль в обороне Москвы. За городком, на левом берегу Яузы, были размещены зенитные точки — один из поясов воздушной обороны столицы. В 1941 году в главном здании института жили офицеры Красной армии, а во дворе располагался вход в бомбоубежище для местных жителей. После окончания войны посёлок восстанавливали пленные немцы.
В 1945 году была построена станция «Институт пути» Бескудниковской ветки Московской железной дороги, электрифицирован участок между станциями «Лосиноостровская» — «Институт Пути», в 1955 году — между станциями «Институт Пути» и «Бескудниково».
В 1950-х на территории бывшего села Свиблово был основан рабочий посёлок Всесоюзной сельскохозяйственной выставки (ВСХВ):
Поселок состоял из тридцати двухэтажных домиков на восемь квартир. Все квартиры были коммунальные, в каждом домике жили по 18 семей. При доме был двор с сараями по числу квартир. Выглядели наши дворики очень уютно. Дома были не кирпичные, а шлакоблочные, с деревянными полами. <...> Топили дровами. <...> Улиц как таковых не было. Было только три проезда, которые так и назывались — 1-й, 2-й и 3-й Ботанические.
Посёлок входил в состав Мытищинского района Московской области. Бо́льшую часть его населения составляли сотрудники ВСХВ и Ботанического сада.
В 1960 году Свиблово было включено в состав Москвы. Новому жилому району требовался транспортный доступ к центру столицы. Для развития трамвайного сообщения с 1966-го начался поэтапный демонтаж участка Бескудниковской железной дороги. Метро в Свиблове появилось только в конце 1970-х. В 1978 году были построены станции метро «Свиблово» и «Ботанический сад». В это же время были снесены деревянные жилые бараки бывшего городка Института пути, а на их месте построили типовые многоквартирные дома. Бескудниковская железная дорога была окончательно закрыта и разобрана в 1987 году в связи со строительством станции метро «Отрадное» на территории одноимённого соседнего района.

## Достопримечательности

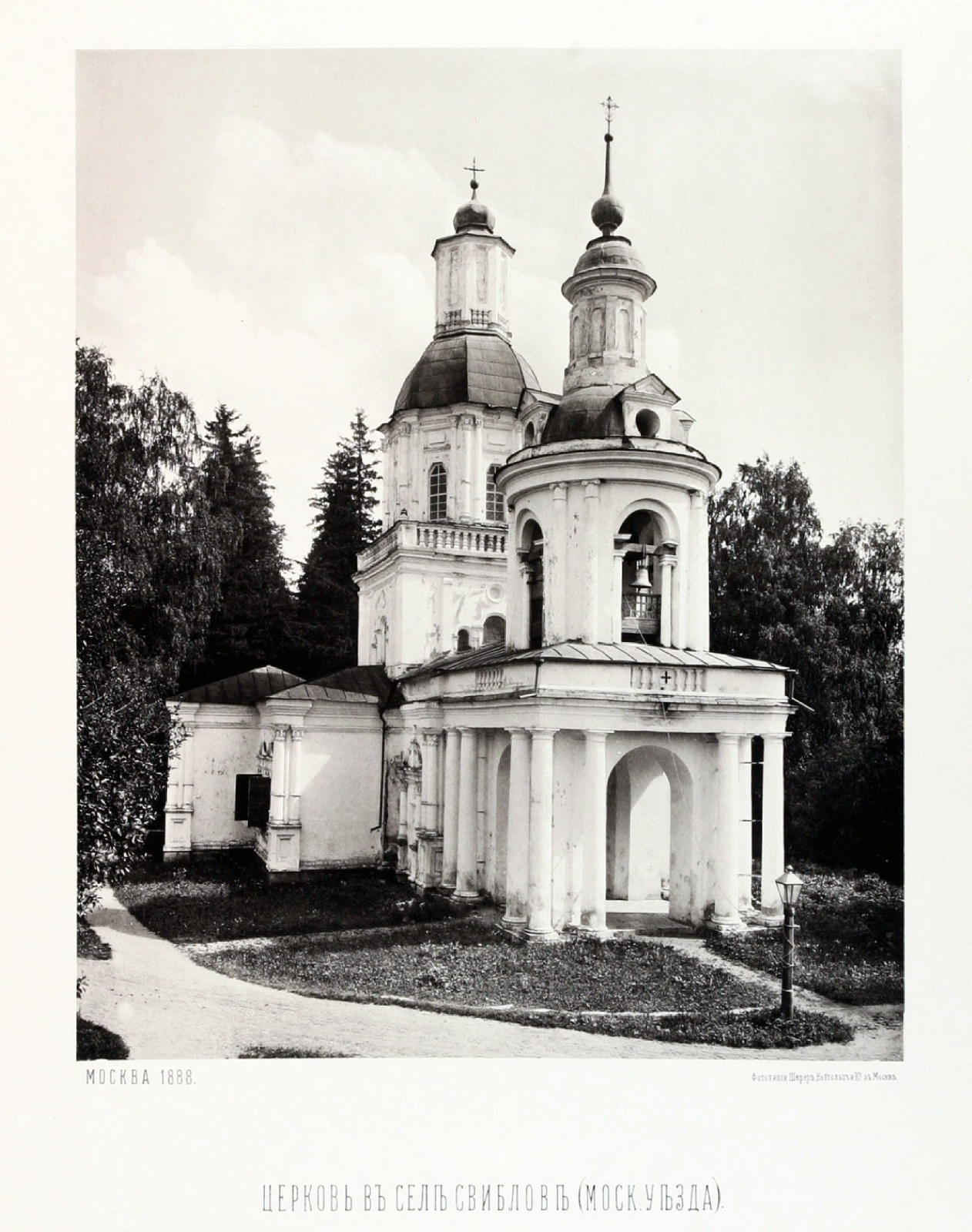
Троицкая церковь в старой усадьбе, Николай Найдёнов, 1888

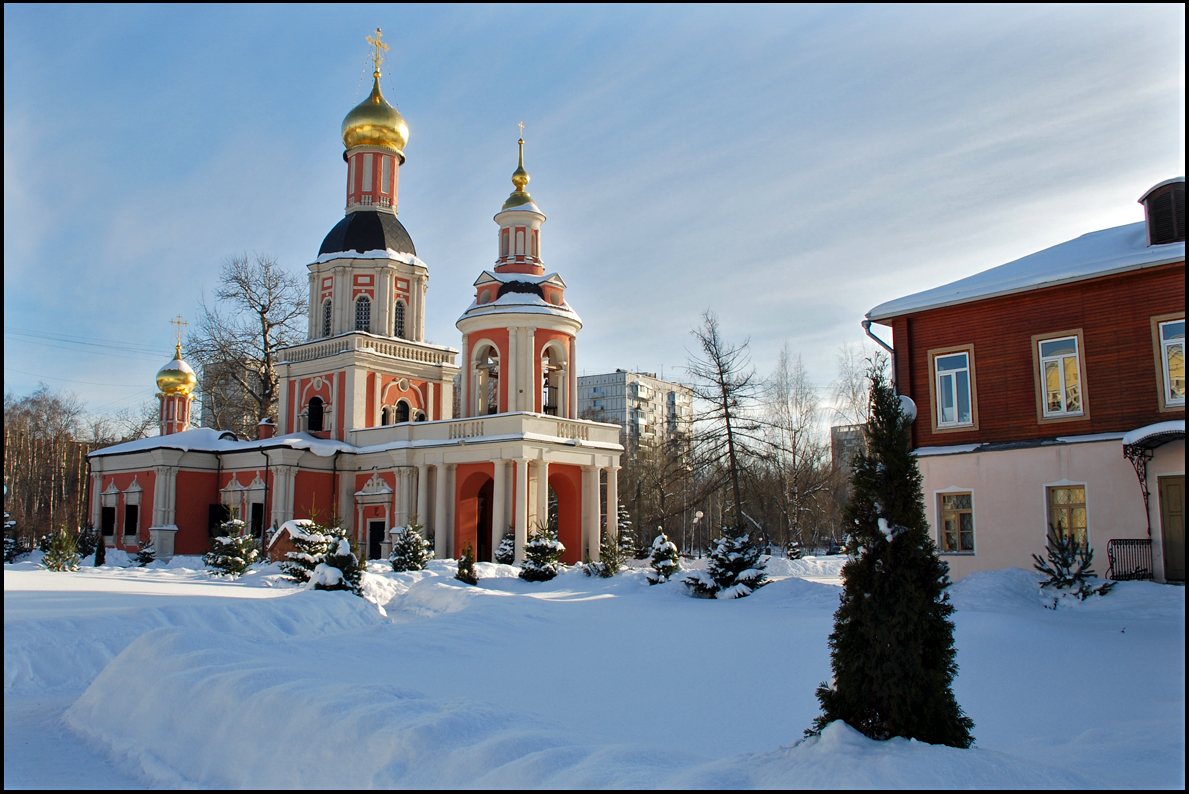
Церковь Живоначальной Троицы, 2013

В районе сохранилась историческая усадьба начала XVIII века. Ансамбль расположен по адресу Лазоревый проезд, строения 1-5. Главный дом был возведён ещё в 1780-х, а в 1820-е годы перестроен в ампирном стиле. С двух сторон от него располагались деревянные флигели. Усадьбу окружал обширный сад, в котором находились пруды. Один из них, под названием Капустинский, сохранился до настоящего времени.
После революции Свиблово пришло в упадок. Усадьба была заброшена, флигели превратились в ремесленные мастерские. В главном доме разместился революционный комитет местного поселения, а впоследствии — коммунальные квартиры для железнодорожных рабочих, просуществовавшие до 1980-х годов. В 1938-м был закрыт и частично разрушен приусадебный Троицкий храм.
В 1980-х усадьбу Свиблово признали памятником архитектуры. Общежитие расселили и начали реставрацию исторических зданий. Деревянные флигели были перестроены в кирпиче. Реставрационные работы продолжались до 1990 года. Четыре года спустя в усадьбе случился пожар. Огонь уничтожил главный дом, оставшиеся четыре исторические здания комплекса были переданы Русской православной церкви (РПЦ). Троицкий храм также отошёл РПЦ в 1990 году и был восстановлен на её средства. Вокруг было создано Патриаршее подворье.
В 1997-м в Свиблове был построен деревянный храм священномученика Владимира, однако уже в 2000-х здание снесли. На его месте по проекту архитектора Натальи Оськиной была возведена каменная Крестовоздвиженская часовня. В ней создали баптистерий для крещения взрослых людей.

## Бизнес и производство
На территории района находятся более 40 предприятий, из них несколько федерального значения: Московский зеркальный комбинат, Ростокинский завод ЖБК, Научно-исследовательский институт транспортного строительства (ОАО ЦНИИС), Комбинат музыкальных инструментов «Лира». Также в Свиблове расположены бизнес-центры класса В и В+: Silver Stone, «Смена», «Вэлден», «Дежнёв Плаза», «В Отрадном».

## Жилищный фонд
С момента присоединения к Москве и начала массовой застройки основу жилищного фонда района составляли панельные пяти- и девятиэтажные дома. С момента создания в конце 1950-х — начале 1960-х годов здания сильно обветшали, поэтому в начале 1990-х были включены в программу сноса и расселения ветхого жилья. В 2016 году демонтаж хрущёвок был завершён, их место заняли 248 тыс. м² в новостройках.

## Население
| 2002    | 2010    | 2012    | 2013    | 2014    | 2015    | 2016    |
| ------- | ------- | ------- | ------- | ------- | ------- | ------- |
| 52 824  | ↗60 323 | ↗60 954 | ↗61 315 | ↗61 721 | ↗61 779 | ↗62 115 |
| 2017    | 2018    | 2019    | 2020    | 2021    | 2023    | 2024    |
| ↘61 821 | ↗62 009 | ↗62 847 | ↗62 981 | ↘60 919 | ↗60 984 | ↘60 013 |

### Национальный состав
По итогам переписи населения 2020 года проживали следующие национальности (национальности менее 0,1 % и другое, см. в сноске к строке «Другие»):
| Национальность | Численность, чел. | Доля     |
| -------------- | ----------------- | -------- |
| Русские        | 42 637            | 69,99 %  |
| Татары         | 413               | 0,68 %   |
| Украинцы       | 231               | 0,38 %   |
| Армяне         | 228               | 0,37 %   |
| Евреи          | 111               | 0,18 %   |
| Грузины        | 85                | 0,14 %   |
| Узбеки         | 74                | 0,12 %   |
| Азербайджанцы  | 61                | 0,10 %   |
| Другие         | 17 079            | 28,04 %  |
| Итого          | 60 919            | 100,00 % |

## Герб и флаг
Символика Свиблова утверждена решением муниципального Собрания № 3/1 от 11 марта 2004 года.
Описание флага:
Флаг муниципального образования Свиблово представляет собой двустороннее, прямоугольное полотнище с соотношением сторон 2:3. Полотнище флага состоит из трёх горизонтальных полос: зелёной, белой и голубой. Ширина верхней, зелёной полосы составляет 3/5 ширины полотнища, ширина средней, белой полосы составляет 1/20 ширины полотнища, ширина нижней, голубой полосы составляет 7/20 ширины полотнища. В центре зелёной полосы помещено изображение белого голубя с белым православным крестом в клюве. Габаритные размеры изображения голубя составляют 1/3 длины и 7/20 ширины полотнища. В центре голубой полосы помещено изображение жёлтого пастушеского рожка. Габаритные размеры изображения составляют 1/2 длины и 1/5 ширины полотнища.
Геральдическое описание герба:
В щите московской формы узкий серебряный пониженный пояс. В верхнем зелёном поле серебряный голубь с серебряным православным крестом в клюве. В нижнем голубом поле золотой пастушеский рожок.
Изображения на гербе несут следующий символический смысл:
Серебряный голубь отражает историю района. С начала XIX века москвичи среднего достатка снимали в Свиблове крестьянские избы под дачи и охотно занимались разведением голубей. Это было одно из наиболее распространённых занятий местных жителей. Также, голубь как символ Святого Духа указывает на наличие на территории района храма Троицы, памятника архитектуры начала XIX века. Пастушеский рожок, русский народный духовой инструмент, символизирует многолюдные празднества, фейерверки и особенно роговую музыку, которой славилась усадьба Свирлово (старое название местности) в начале XIX века. Серебряный пояс символизирует протекающую в районе реку Яузу.

## Транспорт

### Железнодорожный транспорт
В пешей доступности от района расположены две платформы Московской железной дороги: «Лосиноостровская» и «Ростокино». Также через район проходит часть малого кольца Московской железной дороги.

### Метрополитен
В районе Свиблово расположены две станции метро: «Свиблово» и «Ботанический сад». 10 сентября 2016 года в южной части района была открыта станция Московского центрального кольца «Ботанический сад». Для связи МЦК с одноимённой станцией метрополитена на 2018 год запланировано строительство подземного перехода с эскалаторами и лифтами для маломобильных граждан.

### Автобус
Район обслуживает Северо-восточный филиал «Мосгортранс». От станции метро «Свиблово» ходят автобусные маршруты № 176, 183, 185, 380. От станции метро «Ботанический сад» — № 33, 71, 134, 154, 185, 603 и 789. От обеих станций — № 61, 185, 195 и 628. На 19 сентября 2017 года запланирован запуск маршрута № 1164, который должен проходить от станции метро «Свиблово» до 91 км МКАД. С 4 декабря 2017 года прекратил работу маршрут № 61к, который проходил от остановок «Ясный проезд» до «Метро „Свиблово“».

### Трамвай

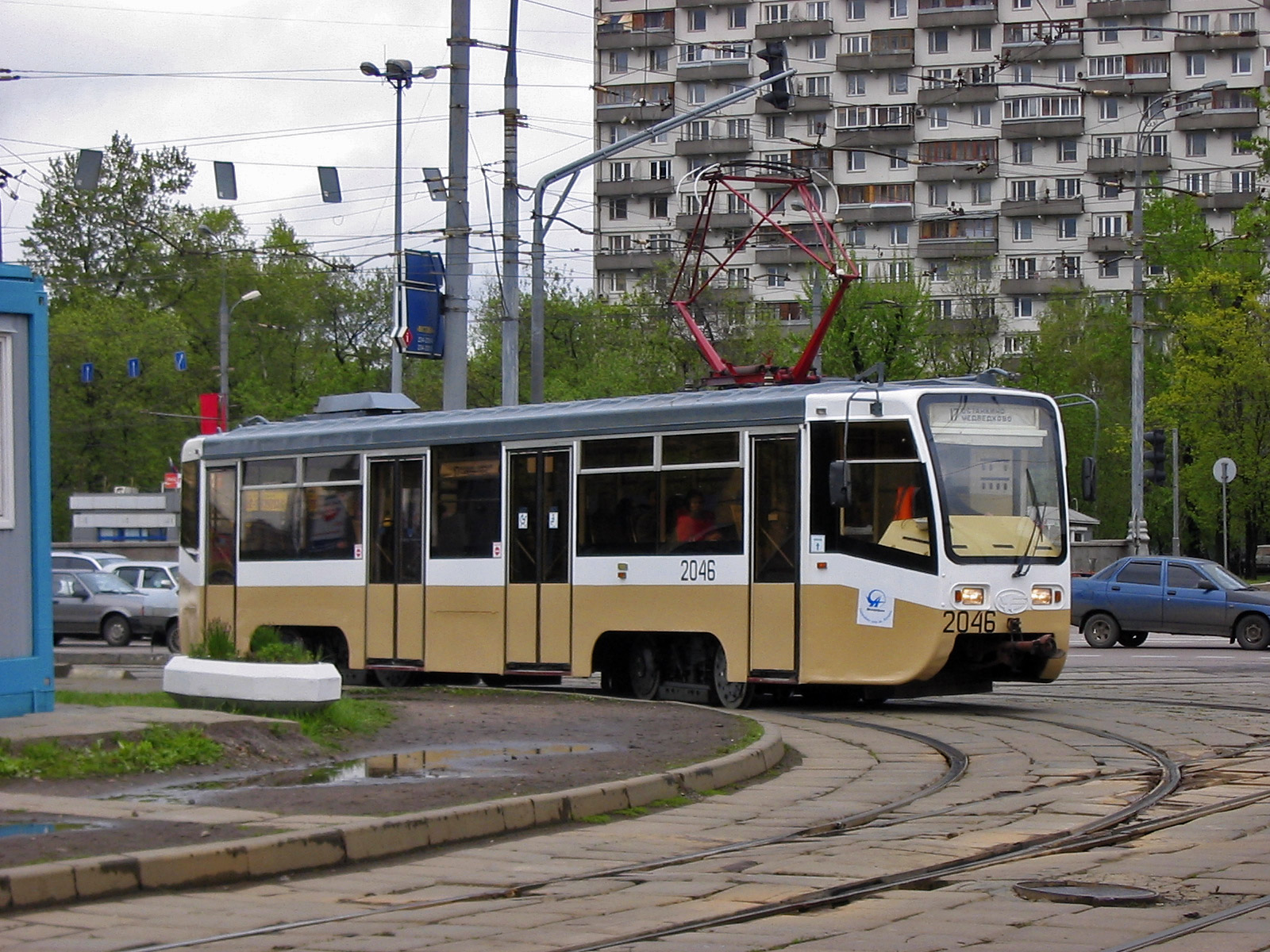
Трамвай на маршруте № 17, 2007

Через Свиблово проходит часть трамвайного маршрута № 17 из 2-го депо. С 17 марта 2017 года на нём начали курсировать трамваи новой модели «Витязь-М», которые практически полностью созданы в России.

### Автомобильные дороги
По данным на 2016 год, общая протяжённость дорожного полотна в районе составила 18,5 км.
Основные дороги: Енисейская улица, Снежная улица, Кольская улица, Проезд Русанова. По южной границе района проходит проезд Серебрякова, который планируется включить в состав двух новых автомобильных магистралей — Северо-Западной хорды и Северо-Восточной хорды. Северо-Западная хорда состоит из пяти независимо проектируемых участков. Проезд Серебрякова планируют реконструировать в рамках работ по строительству пятого участка — от Дмитровского до Ярославского шоссе. Проект подразумевает расширение проезда и строительство новых инженерных сооружений, в том числе дополнительной эстакады к Северянинскому путепроводу.

## Здравоохранение
На территории района расположены 14 лечебно-профилактических организаций, в том числе :
- филиал № 1 городской поликлиники № 31 (ул. Снежная, д. 22);
- детская городская больница № 21 (ул. Ивовая, д. 3)[32];
- детская городская поликлиника № 126 (ул. Амундсена, д. 12)[34].

На 2020 год запланирован ввод в эксплуатацию поликлиники по адресу Уржумская улица, владение 4/1. Пропускная способность должна составить 750 посещений в сутки (из них 250 рассчитаны на пациентов-детей).

## Образование, культура и спорт
На территории района Свиблово расположены десять детских дошкольных учреждений, восемь общеобразовательных школ и четыре учреждения дополнительного образования. В бывшем господском доме усадьбы Свиблово действует православная общеобразовательная школа имени Сергия Радонежского. Кроме того детская музыкальная школа имени Скрябина (ул. Снежная, д. 24), детская музыкальная школа № 92 (ул. Амундсена, д. 13), кинотеатр «Сатурн» (ул. Снежная, д. 18), государственный клуб «Молодёжный» (ул. Снежная, д. 13, корп. 1), библиотека семейного чтения № 86 (ул. Седова, д. 3).
В районе расположено два вуза: Академия социального управления на Енисейской улице и Академия экономической безопасности МВД России на Кольской улице.
На второй квартал 2018 года запланировано открытие комплекса для занятий дзюдо. Здание расположено по адресу ул. Седова, д. 12а. стр. 1.

## Парки и скверы

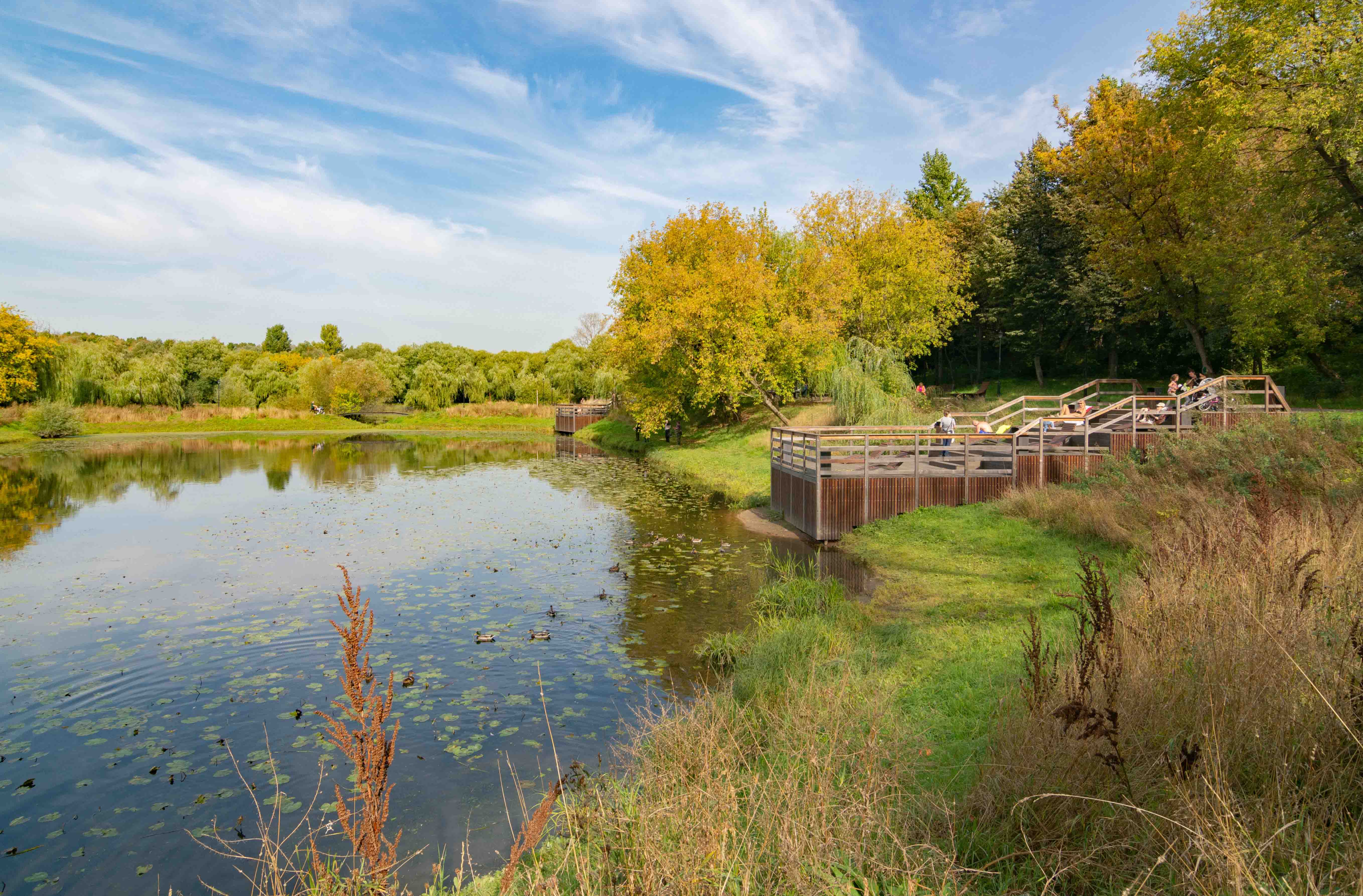
Сквер вдоль Лазоревого проезда, 2021 г.

### Сквер вдоль Лазоревого проезда в пойме реки Яузы
Зелёная зона включает в себя территорию от дома 14 вдоль Лазоревого проезда до дома 33 корпус 2 на проезде Русанова — здесь располагаются усадьба Свиблово, Свибловские пруды и прогулочные пространства вдоль реки Яузы. На территории также протекает Свибловский родник. В 2003 году его оформили в виде фонтанчика.
В 2017 году в сквере прошло благоустройство. Здесь расположена набережная с деревянными настилами, мостиками и зонами отдыха у воды с шезлонгами и скамейками. Для досуга есть столы для игры в шахматы, пункт буккроссинга, эстрада со зрительными местами и танцплощадкой, а также веревочный парк. Для детей в сквере открыты игровые площадки — три в северной и одна в южной его частях. Для активного отдыха здесь работают воркаут-площадки с тренажерами и турниками, проложена велосипедная дорожка длиной 3,7 километров. В рамках благоустройства была также отремонтирована ротонда «Храм воздуха», находящаяся на отдельном островке, куда можно добраться по мостикам через Яузу.

### Капустинский парк

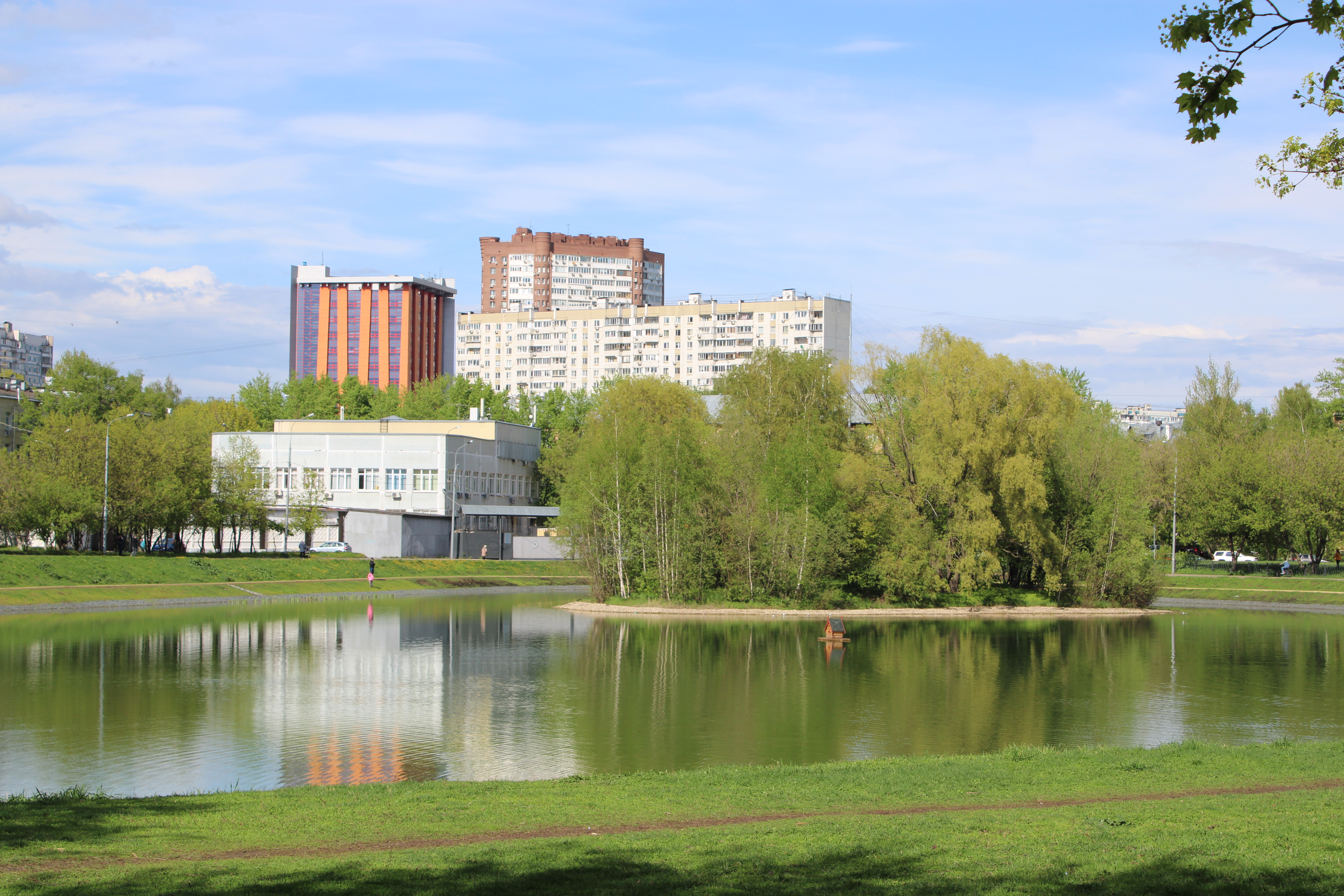
Пруд в Капустинском парке, 2022 г.

Парк получил свое имя по названию находящихся здесь Капустинского (или Капустянского) пруда площадью 2,4 гектаров. Предполагается, что они, в свою очередь, получили имя купца Капустина, который владел здесь землями. Существует версия, что разночтение в написании (соответственно и в произношении) пруда и парка связано с большим количеством паломников из южных областей страны, которые проходили в Сергиев Посад через Москву неподалёку от этих территорий, — южным говорам свойственно «якание», замена «и» на «я», и Капустинский пруд могу произноситься ими как «Капустянский».
Инфраструктура парка включает прогулочные дорожки и скамейки для отдыха. В центре пруда располагается недоступный для посетителей островок площадью 0,12 гектаров. На пруду растут кувшинки и обитают утки.

### Сквер на улице Седова
Сквер протянулся от Лазоревого проезда до Снежной улицы — его длина составляет чуть больше 500 метров. В прогулочной зоне проложены пешеходные дорожки, установлены скамейки, высажены многолетние деревья и кустарники. В западной и центральных частях сквера для детей обустроены две небольшие игровые площадки в морском стиле.

## Экология

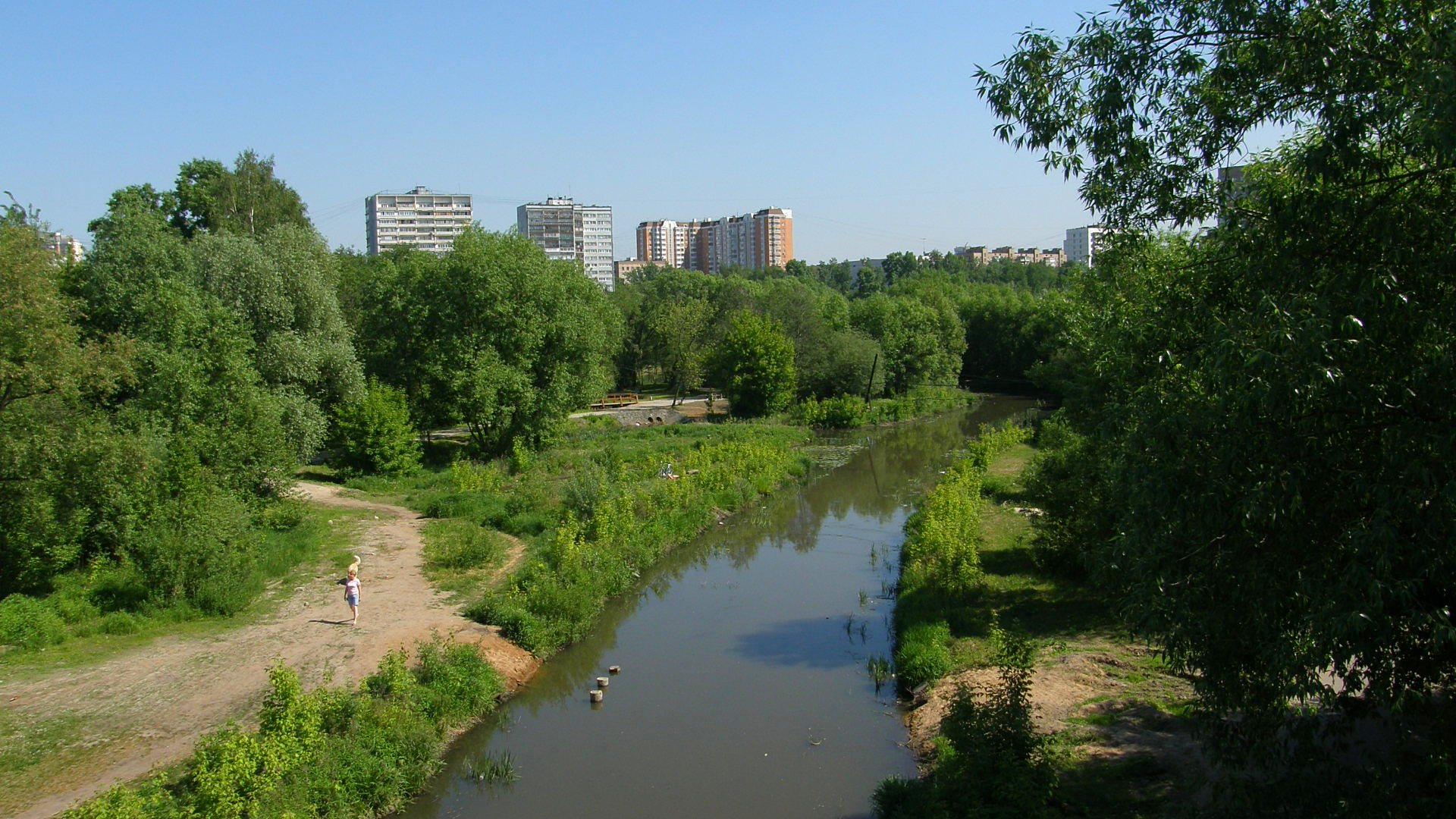
Вид с железнодорожного моста на Свиблово, 2011 г.

По мнению экологов, Свиблово является одним из наиболее чистых районов Москвы. В 2018 году на Яузе были обнаружены плотины бобров. Речная долина в районе Свиблово включена в проект «Парк Яуза», который должен протянуться на 24 км от ВДНХ до МКАД. Концепция благоустройства подразумевает минимальное вмешательство в экосистему:
Гулять по «заповедному болоту» можно будет, не нарушая природного баланса: для этого проложат специальные пешеходные мостки, которые не будут касаться земли.

## Развитие

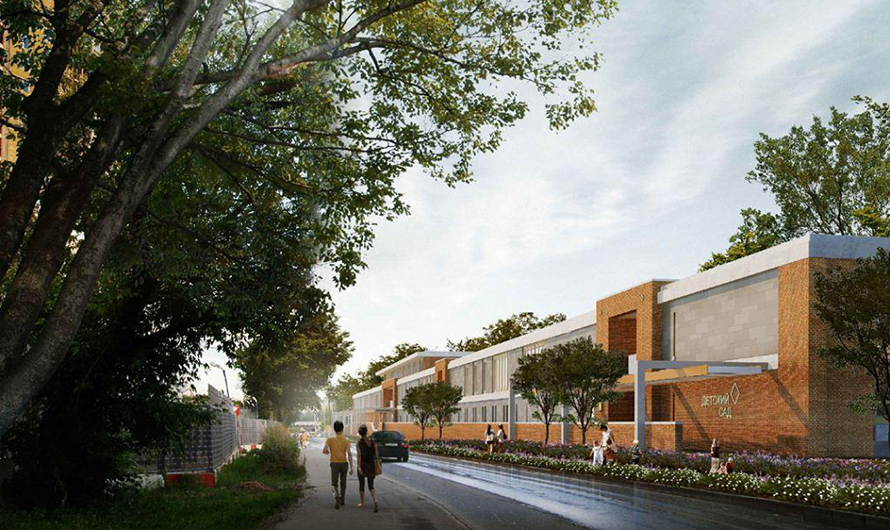
Проект новой школы на берег Яузы, 2016 г.

Согласно анализу правительства Москвы, к 2000 году в Свиблове сформировался инфраструктурный дисбаланс: обеспеченность района торговыми точками составляла 163 %, объектами здравоохранения — на 113 %, при этом детских образовательных учреждений хватало менее чем на 70 % населения, а парковочных мест — на 35 %. Был разработан комплексный план реконструкции и развития территории площадью 325,1 га, предусматривавший строительство 41 жилого дома, пяти школ, десяти детских садов, поликлиники и нескольких спортивных комплексов. В проект застройки были включены микрорайоны 20, 21, 23 и промзона № 52 «Северянин», а также благоустройство поймы Яузы. Департамент поддержки и развития малого предпринимательства должен был выделить финансирование на оборудование центра ремёсел в усадьбе Свиблово.
Судьба старой усадьбы Свиблово (суконной фабрики Кожевникова) стала предметом дискуссии. В 2014-м архитектурный комплекс был выставлен на торги, по условиям которых будущий владелец должен был сохранить за ним статус объекта культурного наследия и провести реставрацию. Победитель аукциона — девелоперская компания «Пионер» — начала строить вокруг территории памятника новый жилой комплекс. В 2016 году была проведена историко-культурная экспертиза зданий фабрики на предмет возможности их перестройки и переноса части строений. Ряд архитекторов отозвались об экспертизе как о попытке легализовать уничтожение памятников архитектуры.
В 2016 году был утверждён проект Транспортно-пересадочного узла «Свиблово» площадью 9,5 га. На месте бывшей промзоны запланировано строительство складского комплекса и ЖК размером 148 тыс. м². К концу 2020 года два квартала ЖК LIFE-Ботанический сад под номерами 1 и 2 были введены в эксплуатацию, в феврале 2022 года был достроен соединяющий их мост. Девелопер отреставрировал историческое здание конторы правления, а корпус для машины Берта, также входивший в ансамбль суконной фабрики Кожевникова, был перестроен под детский сад. Третье здание из сохранившегося ансамбля — трактир — было в 2022 году лишено охранного статуса. По опасениям градозащитников, здание планируют снести ради расширения Сельскохозяйственной улицы.

## В культуре
- В Свиблово снимали эпизод на стройке из фильма «Операция «Ы» и другие приключения Шурика»[20].
- Также в районе Свиблово были сняты сцены фильма «Ночной дозор».
- Район Свиблово воспел в своей малой прозе писатель и журналист Александр Лысков, в частности, в рассказе «Вор и лаборантка».